# Danny Ongais
Daniel Ezekiel Ongais, más conocido como Danny Ongais (Kahului, 21 de mayo de 1942-Anaheim, 26 de febrero de 2022), fue un piloto de automovilismo estadounidense.

## Carrera profesional
Proveniente de Hawái, comenzó su carrera en motocicletas, cambió a carreras de resistencia y ganó varios campeonatos allí en la década de 1960. Mientras prestaba servicio en el ejército de los Estados Unidos, Ongais aprendió sobre las carreras de autos deportivos en Europa y cambió de las tiras de arrastre a las carreras de pista a mediados de la década de 1970.
Participó en un Gran Premio de Fórmula 1 seis veces en su carrera. No logró clasificarse para la carrera dos veces y no pudo terminar tres veces. Su único resultado fue el séptimo puesto en un Penske-Ford en el Gran Premio de Canadá de 1977. Ese mismo año también condujo en el Campeonato Nacional del USAC. Allí ganó su primera carrera en el Michigan International Speedway. En 1978, un año antes de que se transformara en la serie CART, ganó cinco carreras en USAC. Ganó consecutivamente en Ontario, en el Texas World Speedway, en el Mosport Park de Canadá, en la Milwaukee Mile y finalmente en el Michigan International Speedway. Después de eso, siguió compitiendo durante años, pero no ganó más carreras en la USAC.
En 1979 ganó las 24 Horas de Daytona. Participó en 11 ocasiones en las 500 Millas de Indianápolis y su mejor resultado llegó en su tercera participación en 1979, cuando finalizó cuarto. En la edición de 1981, Ongais sufrió un grave accidente en el que sufrió múltiples lesiones y debió ausentarse de las pistas por el resto de la temporada.
En 1996 condujo la Indy 500 por última vez. Reemplazó a Scott Brayton, quien se había clasificado en la pole position pero murió en un accidente de entrenamiento previo a la carrera. Ongais comenzó la carrera en el puesto 33 y último de la parrilla y cruzó la línea de meta en el séptimo lugar. Su último intento de clasificar fue dos años más tarde, pero no lo logró.
Murió a la edad de 79 años por los efectos de una insuficiencia cardíaca.

## Resultados

### Fórmula 1
(Clave) (negrita indica pole position) (cursiva indica vuelta rápida)

| Año     | Escudería          | 1       | 2       | 3   | 4        | 5   | 6   | 7   | 8   | 9   | 10  | 11  | 12  | 13       | 14  | 15      | 16    | 17  | Pos. | Puntos |
| ------- | ------------------ | ------- | ------- | --- | -------- | --- | --- | --- | --- | --- | --- | --- | --- | -------- | --- | ------- | ----- | --- | ---- | ------ |
| 1977    | Interscope Racing  | ARG     | BRA     | RSA | USW      | ESP | MON | BEL | SWE | FRA | GBR | GER | AUT | NED      | ITA | USA Ret | CAN 7 | JPN | NC   | 0      |
| 1978    | Team Tissot Ensign | ARG Ret | BRA Ret | RSA |          |     |     |     |     |     |     |     |     |          |     |         |       |     | NC   | 0      |
| 1978    | Interscope Racing  |         |         |     | USW DNPQ | MON | BEL | ESP | SWE | FRA | GBR | GER | AUT | NED DNPQ | ITA | USA     | CAN   |     | NC   | 0      |
| Fuente: |                    |         |         |     |          |     |     |     |     |     |     |     |     |          |     |         |       |     |      |        |